# Изабель (фильм)
«Изабель» (нидерл. Isabelle) — фильм нидерландского режиссёра Бена Сомбогарта, вышедший на экраны в 2011 году. Является экранизацией одноимённого романа писательницы Тессы де Лоо, опубликованного в 1989 году.

## Сюжет
Суперзвезда нидерландского кинематографа Изабель решает отдохнуть перед началом новых съёмок в Арденнах, где живут её родители. Актрису заманивает в свой дом и запирает в подвале местная жительница Жанна, задумавшая нарисовать серию картин, изображающих постепенное угасание жизни в теле человека. Понимая, что её действия незаконны, художница по осуществлению своего замысла намерена покончить с собой и обрести посмертное признание.
Изабель и Жанна полностью противоположны друг другу: одна красива, желанна и профессионально востребована, другая же имеет дефект лица, одинока и работает на ненавистной работе. Изабель, понимающая, что её жизнь теперь полностью зависит от воли неадекватной художницы, видит лишь один способ выбраться из заточения: вызвать у завидующей ей чёрной завистью Жанны сострадание, заставив думать, что общего между их судьбами намного больше, чем кажется на первый взгляд.

## Дополнительная информация
Бен Сомбогарт начал съёмки ленты «Изабель» в середине 2010 года в Люксембурге. На тот момент режиссёр уже имел довольно удачный опыт экранизации работ Тессы де Лоо — в 2002 году, по её роману «De Tweeling», он снял фильм «Сёстры-близнецы», получивший ряд кинонаград и номинировавшийся на кинопремию «Оскар» в категории Лучший фильм на иностранном языке. Съёмки «Изабель» проходили в два этапа — сначала снимались сцены с главной героиней до похищения, затем, после перерыва, сцены с Изабель находящейся в заточении у художницы. Это было необходимо для того, чтобы Халина Рейн, играющая Изабель, смогла значительно похудеть, дабы более соответствовать образу своей героини, которая по сценарию находясь в плену у Жанны была сильно изнеможена.
Премьера фильма «Изабель» состоялась на XXXI Нидерландском кинофестивале 22 сентября 2011 года. В 2012 году, за роль Изабель, Халина Рейн была номинирована на получение кинонаграды Rembrandt Award в категории «Лучшая нидерландская актриса».

## В ролях
- Халина Рейн — Изабель
- Тинеке Калс[нидерл.] — Жанна
- Вим Опбрук[нидерл.] — Бернард
- Моник ван де Вен[нидерл.] — мать Изабель
- Эдвин де Врис[нидерл.] — отец Изабель